# 센바촌
센바촌(仙波村)은 사이타마현 이루마군에 있던 촌이다. 현재의 가와고에시에 해당한다.

## 역사
- 1889년 4월 1일 - 정촌제 시행에 의해 4개의 구역을 가지고 이루마군 센바촌이 성립하였다.
- 1922년 12월 1일 - 가와고에정과 합병해 가와고에시가 성립하여, 동일 센바촌은 폐지되었다.